# Universidad Privada Leonardo Da Vinci
La Universidad Privada Leonardo Da Vinci  (UPD) es un centro de estudios superiores con sede en la ciudad de Trujillo, departamento de La Libertad, en el Perú.

## Historia
La Universidad Privada Leonardo Da Vinci fue autorizada a desarrollar sus actividades académicas en la ciudad de Trujillo el  8 de abril de 2010. El funcionamiento de la UPD fue autorizado por resolución n.º 202-2010-CONAFU.

## Carreras
Actualmente la Universidad privada Leonardo Da Vinci | UPD tiene las siguientes carreras profesionales: 
- Administración de Empresas y Servicios
- Contabilidad y Finanzas Corporativas
- Derecho y Ciencias Empresariales
- Ingeniería de Sistemas  y Tecnologías de Información
- Marketing  y Negocios Internacionales.

## Cese
La Universidad privada Leonardo Da Vinci no cumplió con las condiciones básicas de calidad que exige la Ley Universitaria.
Fecha declarada por la universidad para el cese definitivo: 31-12-2020